# Алтынсарин, Ибрай
Ибрай Алтынсарин (каз. Ыбырай Алтынсарин / Ybyrai Altynsarin) (20 октября (1 ноября) 1841, Аракарагай, земля кипчаков Среднего жуза — 17 июля (29 июля) 1889) — казахский педагог-просветитель, писатель, фольклорист, общественный деятель, учёный-этнограф. Автор казахских учебников: Казахская хрестоматия (1879; 2 изд., 1906) и «Начальное руководство к обучению казахов русскому языку» (1879), автор басен и рассказов, а также переводов Л. Н. Толстого, И. А. Крылова.
Создавал варианты алфавита на основе русской графики для записи казахских текстов.
Алтынсарин положил начало светскому образованию казахского народа. Открыл четыре двухклассных центральных русско-казахских училища, одно ремесленное училище, первое в Казахстане женское училище, пять волостных школ, два училища для детей русских поселян. А также учительскую школу в Троицке, немного позже она была переведена в Оренбург.

## Биография
Родился 20 октября (1 ноября, по новому стилю) 1841 года в Аракарагае на земле кипчаков Среднего жуза, находящейся под управлением Оренбургской пограничной комиссии (сейчас находится на территории Алтынсаринского района Костанайской области). Происходит из подрода алтыбас рода узун казахского племени кипчак, входящего в Средний жуз.
Рано лишившись отца, воспитывался в семье деда, известного бия, Балгожи Жанбуршина.
С самого детства проявлял сильную тягу к знаниям и самообразованию, часто общался с образованной частью российского общества.
В 1850 году был определён в школу-интернат при Оренбургской пограничной комиссии. В годы учёбы в Оренбурге он близко познакомился с учёным-востоковедом В. В. Григорьевым. Неиссякаемая жажда знаний, стремление принести пользы как можно больше своему народу. По характеру Ибрай Алтынсарин был скромным и трудолюбивым. Много читал, стараясь познать как можно больше из достижений других народов и передать их своим соплеменникам.
Окончил школу в 1857 году с золотой медалью. Затем в течение трёх лет работал писарем у своего деда Балгожи.
Некоторое время Алтынсарин работал переводчиком в Оренбургском областном правлении, где познакомился с Н. И. Ильминским
В 1860 году областное правление поручило ему открыть школу для казахских детей в городе Тургае, в которой он был назначен учителем русского языка.
В 1861 году он получил должность учителя Тургайской школы.
В 1864 открыл первую народную школу.
Алтынсарину был присвоен чин статского советника. Некоторое время И. Алтынсарин работал также в Тургайском уездном управлении в качестве делопроизводителя, исполнял обязанности старшего помощника уездного начальника, временно — уездного судьи.
С 1879 года и до конца жизни — инспектор казахских школ в Тургайской области.
В 1883 году Алтынсарин переехал в Николаевский (Кустанайский) уезд. Он построил дом в трёх километрах от города Кустаная, на сгибе реки Тобол, на островке, где имелось небольшое озеро, получившее впоследствии название «Инспекторское». Там Ибрай Алтынсарин жил и работал до самой смерти.
Умер 17 июля (29 июля) 1889 года, похоронен недалеко от своего дома на берегу Тобола рядом с могилой отца.

## Память
В честь Алтынсарина названы:
- ледник Алтынсарина в Джунгарском Алатау[5].
- Алтынсаринский район Костанайской области.
- проспект в Алма-Ате.
- улицы в городах Костанай, Актобе, Рудный, Кокшетау.
- Костанайская библиотека для детей и юношества имени Ибрая Алтынсарина.
- Южно-Казахстанская областная детская библиотека в Шымкенте.
- Национальная академия образования Министерства образования и науки Республики Казахстан.
- Аркалыкский государственный педагогический институт.
- нагрудный знак «Ибрай Алтынсарин», ведомственная награда Министерства образования и науки Республики Казахстан.

Памятники Алтынсарину:
- памятник в городе Кентау, открытый в мае 2013 года.
- памятник в Алма-Ате, открытый в декабре 2021 года[6].
- памятник в Костанае, открытый в ноябре 2020 года[7]